# Пайпер, Рэнди
Рэнди Пайпер (англ.  Randy Piper, полное имя William Randall Piper родился 13 апреля 1953 в Сан-Антонио, штат Техас, США) — американский музыкант, известный как сооснователь и гитарист хэви-метал группы «W.A.S.P.».

## Биография
В 10 лет начал играть на акустической гитаре под влиянием Элвиса Пресли.
Рэнди вместе с другим сооснователем «W.A.S.P.» Блэки Лоулессом играл в группах «Sister» и «Circus Circus».
Покинув «W.A.S.P.» в 1985 году, он играл в созданных им группах «Animal» и «Kings Horses», работал с Элисом Купером.
В 2010 году Рэнди создал группу «W.A.S.» (Where Angels Suffer), исполняющую песни «W.A.S.P.» и собственные композиции. В группу вошли бывшие участники «W.A.S.P.» гитарист Крис Холмс и барабанщик Стет Хоуленд, а также Стив Унгер (бас, ex-«Metal Church») и Рич Льюис (вокал, «Animal»).